# Marticorenia
Marticorenia là một chi thực vật có hoa trong họ Cúc (Asteraceae).

## Loài
Chi Marticorenia gồm các loài: